# Danville (Georgia)
Danville ist eine Kleinstadt im US-Bundesstadt Georgia, dessen Stadtgebiet sich auf die beiden Countys Twiggs und Wilkinson. Der Teil von Danville, der zu Twiggs County gehört, ist Teil der Metropolregion Macon.

## Geographie
Danville liegt im Zentrum des Bundesstaates inmitten einer von Land- und Forstwirtschaft geprägten Region. Die Kleinstadt liegt am U.S. Highway 80 und an einer eingleisigen, nicht elektrifizierten Bahnlinie. Einen Haltepunkt gibt es in Danville nicht. Im Jahr 2022 wohnten 1489 Personen in Danville.
Danville liegt im Bible Belt der USA und trotz der geringen Einwohnerzahl gibt es drei Kirchengemeinde, nämlich Danville Methodist Church, Danville Missionary Baptist Church und die Danville Baptist Church.

## Geschichte
Danville hieß ursprünglich „Hughes“ und wurde unter diesem Namen um 1891 gegründet, als die Eisenbahnlinie bis zu diesem Punkt verlängert wurde. Die Georgia General Assembly gründete den Ort offiziell am 22. August 1905 als „Town of Danville“. Benannt wurde die Stadt nach Daniel Greenwood Hughes, dem Vater des US-Abgeordneten Dudley Mays Hughes.